# Moto Guzzi V100 Mandello
Die Moto Guzzi V100 Mandello ist ein Motorradmodell des italienischen Herstellers Moto Guzzi, das seit Ende 2022 in Mandello del Lario produziert wird. Mit grundlegenden technischen Neuerungen bildet das Modell den Anfang einer neuen Ära des Unternehmens.
Es ist ein Sporttourer, auch als „reisetauglicher Roadster“ oder „Touren-Roadster“ positioniert und bezeichnet, der im September 2021 angekündigt und am 23. November 2021 auf der 78. internationalen Motorradshow EICMA in Mailand vorgestellt wurde. Ende Juli 2022 stand er Fachjournalisten erstmals für Probefahrten zur Verfügung.
Die Bezeichnung V100 basiert zum einen auf dem Hubraum von gerundet 1000 cm³ (entsprechend der V85 TT mit gerundet 850 cm³ Hubraum), ist zum anderen eine Anspielung auf das 2021 erreichte 100-jährige Jubiläum des Herstellers, das wegen der Einschränkungen während der COVID-19-Pandemie im September 2022 nachgefeiert wurde. Mandello verweist auf den Unternehmenssitz sowie das bis heute einzige Produktionswerk in Mandello del Lario.
Die V100 Mandello ist die erste Moto Guzzi mit flüssigkeitsgekühltem Motor in Serienproduktion und soll das erste Motorrad der Welt mit adaptiver Aerodynamik sein. Gemeint ist die geschwindigkeitsabhängige elektronische Verstellung von Seitenflügeln (sogenannte „Flaps“) und Windschild.

## Ausstattung, Modellentwicklung

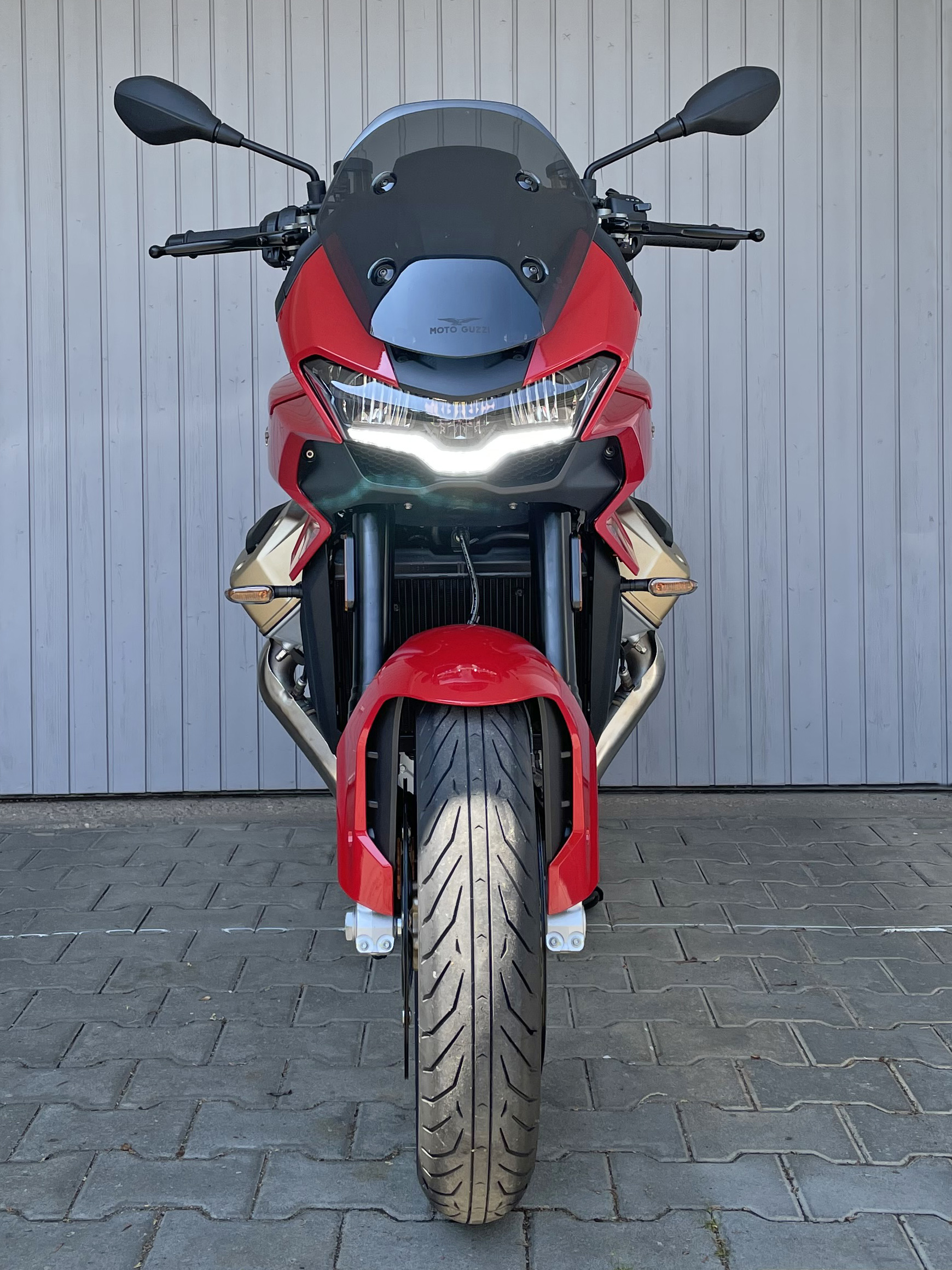
Voll-LED-Scheinwerfer, elektrisch verstellbarer Windschild

Seit September 2022 kann das Motorrad in zwei Ausstattungsvarianten bestellt werden: Standard (Farben Rot oder Weiß, ab Mj. 2024 auch Schwarz) und „S“ (Farben Grün/Silber mit brauner Ledersitzbank, wie die anderen Guzzi-Modelle zum 100-jährigen Jubiläum, oder Dunkelgrau/Mittelgrau), sowie eine auf 1913 Exemplare limitierte Sonderedition „Aviazione Navale“. Ausgeliefert wird es seit Anfang 2023.
Zur Ausstattung gehören eine semi-aktive Federung, ein „Quickshifter“, eine Voll-LED-Beleuchtung einschließlich Tagfahr- und Kurvenlicht, ein Fünf-Zoll-TFT-Farbbildschirm, ein Tempomat, ein Reifendruckkontrollsystem, eine Griffheizung sowie die Multimedia-Plattform Moto Guzzi MIA mit Smartphone-Schnittstelle.
Ende 2024 wurde die Sonderedition „Wind Tunnel“ vorgestellt zum 70-jährigen Bestehen des am 12. April 1954 eingeweihten historischen Windkanals auf dem Werksgelände in Mandello del Lario. Moto Guzzi nahm mit diesem weltweit ersten eigenen Windkanal eines Motorradherstellers eine Pionierrolle bei der wissenschaftlichen Aerodynamik von Motorrädern ein. Hinsichtlich der Ausstattung entspricht diese Sonderedition der „S“-Variante. Optisch erinnern die schwarzen Farbapplikationen mit goldenem Rand auf dem Tank an die Lackierung der erfolgreichen Straßenmodelle Airone, Astore und Falcone ab 1951.
Die anderen Versionen des Modelljahrs 2025 tragen die matten Metallic-Farben Ozeanblau und Titangrau mit mattschwarzen Felgen, dunkelgrauen Ventildeckeln und schwarzen Gabelholmen für die normale V100 Mandello bzw. die Zweiton-Lackierungen Eisgrün und Lava-Rot mit goldenen Felgen, Ventildeckeln und Gabelholmen für die V100 Mandello S. Alle Varianten profitieren von Verbesserungen, die schon 2024 bei der neuen Stelvio eingeführt wurden: Schaltungsüberarbeitung für sanftere Gangwechsel, Kühlerschutz, optionale PFF-Assistenzsysteme (Piaggio Fast Forward, High-Tech-Tochterunternehmen der Piaggio-Gruppe in Boston) mit Front- und Heckradar.

## Technik

### Antrieb
Die V100 Mandello hat einen „Compact Block“ genannten flüssigkeitsgekühlten Zweizylinder-Viertakt-V-Motor mit 1042 cm³ Hubraum (Bohrung 96 mm, Hub 72 mm). Die Nennleistung beträgt 85 kW (115 PS) bei einer Drehzahl von 8700 min−1, das maximale Drehmoment 105 Nm bei 6750 min−1, wovon 90 % bereits ab 3000 min−1 zur Verfügung stehen; Verdichtungsverhältnis 12,6 : 1. Der Motor ist längs eingebaut und hat wie alle von Moto Guzzi seit 1967 gebauten V-Motoren einen Zylinderwinkel von 90 Grad. Zwei obenliegende, kettengetriebene Nockenwellen steuern je zwei Ein- und Auslassventile pro Zylinder. Im Vergleich zur früheren typischen Grundkonstruktion wurden die Zylinderköpfe um 90° gedreht, so dass die Einlassseite nicht mehr hinten, sondern innen liegt und die Abgaskrümmer nicht mehr nach vorn, sondern nach außen unten zeigen. Das ermöglicht laut Moto Guzzi kompaktere Abmessungen (103 mm kürzer als der Motor der V85 TT) und einen Motoreinbau weiter vorn, schafft trotzdem den erstmals nötigen Platz vorn für den Kühler und große Beinfreiheit hinter den Zylindern.
Das Gemisch bildet eine elektronisch geregelte Saugrohreinspritzung von Marelli mit einzelner elektronisch gesteuerter zentraler Drosselklappe (sogenanntes „Ride-by-Wire“). Der Kraftstofftank ist aus Kunststoff; er fasst 17 l, davon sind 3,5 l Reserve. Der Normverbrauch nach WMTC wird mit 4,7 l / 100 km angegeben, so dass sich eine theoretische Reichweite von ca. 360 km ergibt.
Die Kraft wird über eine hydraulisch betätigte Mehrscheibenkupplung im Ölbad mit Anti-Hopping-Funktion, ein Sechsganggetriebe und eine Kardanwelle an das Hinterrad übertragen. Bei der Ausstattungsvariante „S“ wird mit einem erstmals bei Moto Guzzi erhältlichen „Quickshifter“ geschaltet. Ein Tempomat ist serienmäßig. Eine abschaltbare Antriebsschlupfregelung MGCT (italienisch: Moto Guzzi Controllo di Trazione) kann in drei Stufen eingestellt werden.
Die Abgasnachbehandlung erfolgt durch einen geregelten Drei-Wege-Katalysator mit zwei Lambdasonden, die Schadstoffwerte unterschreiten die Grenzwerte der Abgasnorm Euro 5, ab dem Modelljahr 2025 Euro 5+. Das eingetragene Standgeräusch beträgt 95 dB (A), das Fahrgeräusch 77 dB (A).

### Fahrwerk
Das bei der Ausstattungsvariante „S“ semi-aktive Fahrwerk „Smart EC 2.0“ von Öhlins mit vier Fahrmodi („Travel“, „Sport“, „Rain“ und „Road“) stützt sich auf einem Brückenrahmen aus Stahlrohr. Die Motor-Getriebe-Einheit ist mittragend.
Das Vorderrad wird von einer „Up-side-down“-Teleskopgabel von Kayaba mit 41 mm Standrohrdurchmesser geführt. Hinten wird die massive – erstmals bei Moto Guzzi auf der linken Seite positionierte – Einarmschwinge aus Aluminium von einem einzigen, seitlich montierten Federbein gedämpft. In die Schwinge ist die Kardanwelle integriert.

### Bremsanlage
Vorn hat die V100 Mandello eine hydraulisch betätigte 4-Kolben-Doppelscheibenbremse von Brembo mit radial geschraubten Vierkolben-Festsätteln und halbschwimmend gelagerten Bremsscheiben mit 320 mm Durchmesser. Hinten ist es eine ebenfalls hydraulisch betätigte Scheibenbremse mit 280 mm Durchmesser und Doppelkolben-Schwimmsattel. Serienmäßig ist erstmals bei Moto Guzzi ein schräglagenabhängiges ABS mit Sechsachssensor (IMU) erhältlich.

## Marktpositionierung
Unter den Sporttourern bzw. Touren-Roadstern mit einem Hubraum zwischen rund 900 cm³ und rund 1300 cm³ ist die V100 Mandello eines von nur zwei Modellen mit Kardanantrieb. Konkurrenzmodelle zum Zeitpunkt der Markteinführung waren:
| Hersteller | Name               | Motor | cm³  | kW  | PS  | N·m | Endantrieb | kg * | Einführung |
| ---------- | ------------------ | ----- | ---- | --- | --- | --- | ---------- | ---- | ---------- |
| KTM        | 890 SMT            | R2    | 889  | 77  | 105 | 100 | Kette      | 206  | 2023       |
| Yamaha     | Tracer 9 GT        | R3    | 890  | 88  | 119 | 93  | Kette      | 227  | 2021       |
| BMW        | F 900 XR           | R2    | 895  | 77  | 105 | 92  | Kette      | 219  | 2020       |
| BMW        | S 1000 XR          | R4    | 999  | 121 | 165 | 114 | Kette      | 226  | 2020       |
| Suzuki     | GSX-S 1000 GT      | R4    | 999  | 112 | 152 | 106 | Kette      | 238  | 2022       |
| Moto Guzzi | V100 Mandello      | V2    | 1042 | 85  | 115 | 105 | Kardan     | 233  | 2023       |
| Kawasaki   | Ninja 1000 SX      | R4    | 1043 | 105 | 142 | 111 | Kette      | 235  | 2020       |
| Kawasaki   | Versys 1000        | R4    | 1043 | 88  | 120 | 102 | Kette      | 253  | 2015       |
| Honda      | NT 1100            | R2    | 1084 | 75  | 102 | 104 | Kette      | 238  | 2021       |
| BMW        | R 1250 RS          | B2    | 1254 | 100 | 136 | 143 | Kardan     | 243  | 2018       |
| KTM        | 1290 Super Duke GT | V2    | 1301 | 127 | 173 | 144 | Kette      | 234  | 2016       |